# Neocompsa leechi
Neocompsa leechi är en skalbaggsart som beskrevs av Martins 1970. Neocompsa leechi ingår i släktet Neocompsa och familjen långhorningar. Inga underarter finns listade i Catalogue of Life.